# Piper leptostilum
Piper leptostilum är en pepparväxtart som beskrevs av C. Dc.. Piper leptostilum ingår i släktet Piper och familjen pepparväxter. Inga underarter finns listade i Catalogue of Life.